# Involutina
L'involutina è un difenilciclopentenone, sostanza contenuta in alcuni funghi del genere Paxillus (tra questi il Paxillus involutus fino a pochi anni fa considerato commestibile).
Tale sostanza è stata da alcuni considerata tossica e responsabile della sindrome paxillica, sindrome allergica causata dall'ingestione di funghi.  Tuttavia una vera e propria tossicità non è stata ancora acclarata.
A contatto con l'aria l'involutina si ossida dando vita a prodotti che determinano il colore bruno dei funghi che la contengono (Bresinsky e Besl, 1985).